# Playa prohibida
Playa prohibida è un film del 1985, diretto da Enrique Gómez Vadillo.

## Trama
Il tredicenne Michel si trova in vacanza con la madre da poco vedova e il fratello più piccolo. Un giorno un attraente ingegnere affitta il bungalow vicino al loro ed inizia a corteggiare la madre del ragazzo.  Deciso a proteggere la memoria del padre e determinato ad essere l'unico uomo nella vita di sua madre, Michael si imbarca in una feroce campagna di terrore che culmina in un finale macchiato di sangue.